# Deutsche Wanderbühne

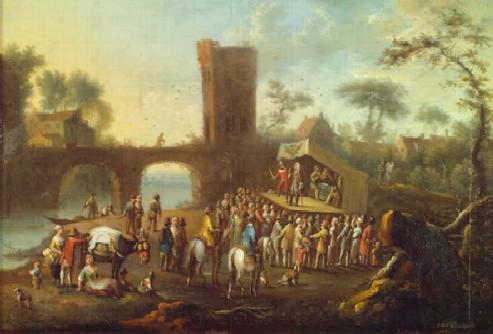
Johann Chr. Vollerdt: Wandertheater am Flussufer um 1750

Deutsche Wanderbühne (auch: Theater-, Schauspieler-, Komödianten-, Opern-, -Bande, -Truppe, -Gesellschaft) ist die Bezeichnung für eine aus professionellen Schauspielern und Musikern bestehende, umherziehende deutschsprachige Theatertruppe oder Wanderoper, die zwar über einen eigenen Fundus, nicht aber über eine feste Spielstätte verfügte.
Solche Wandertruppen hatten sich seit dem 17. Jahrhundert in Deutschland als Gegenstück zu den Hoftheatern der Fürsten herausgebildet und unterhielten das Volk mit als „Haupt- und Staatsaktionen“ titulierten Possen, die Parodien oder Travestien von höfischen Tragödien oder Opern waren. Mit dem Aufkommen der ersten Nationaltheater mit festen Schauspielerensembles im 18. Jahrhundert verlor diese Form des Volkstheaters allmählich an Bedeutung, auch wenn noch bis ins 19. Jahrhundert hinein Wandertruppen in deutschen Städten gastierten.

## Organisation einer Wandertruppe

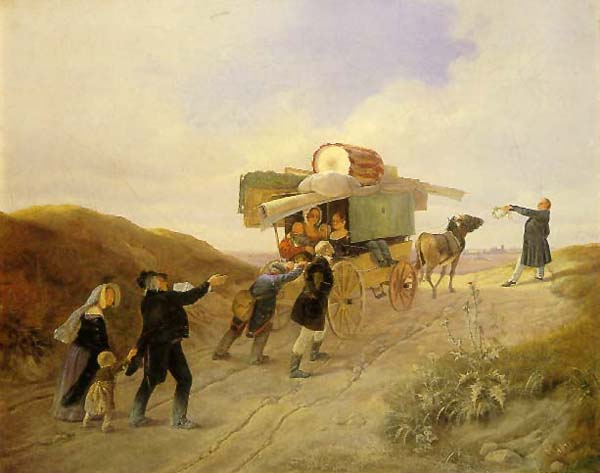
Spitzweg: Reisende Komödianten um 1838

Die Organisation der Wandertruppen blieb vom 17. bis zum 19. Jahrhundert ungefähr gleich. Die Wanderkomödianten fanden sich im Rahmen sogenannter Schauspiel- oder Komödiantengesellschaften, im Kern meist Familienunternehmen, unter der Leitung eines Prinzipals zusammen. Dieser Theaterunternehmer war der organisatorische und künstlerische Leiter der privatwirtschaftlich geführten Truppe und verfügte in der Regel über die notwendigen Lizenzen, finanziellen Mittel, Requisiten und Kostüme.
Der Prinzipal entschied über das Engagement neuer oder zusätzlicher Schauspieler. Außerdem sorgte er für Disziplin, verwaltete die Einnahmen und Ausgaben, wählte und bearbeitete die neuen Stücke und legte den Spielplan und die Spielstätten fest. Für spezielle Bereiche, wie das Bühnenbild, die Spezialeffekte, oder die Organisation der technischen Abläufe, hatte eine Wandertruppe unter Umständen einen eigenen Theatermeister. War dies nicht der Fall, übernahm der Prinzipal diese Verantwortungen zusätzlich zu seinen anderen Aufgaben, wie der Besetzung der Rollen, der Leitung der Proben und der Überwachung des Spielbetriebs. Als Orchester wurden meist bestehende Ensembles an den jeweiligen Spielorten verpflichtet. Eine Regie im heutigen Sinn gab es noch nicht, es brauchte jedoch einen Ballettmeister für die Arrangements der sogenannten Gruppen.
Die Schauspielausbildung bestand vorwiegend in einer Tanzausbildung. Friedrich Ludwig Schröder begann seine Karriere als „Luftspringer“, und auch Joseph Anton Christ berichtet mit Stolz, dass er Ballette aufgeführt habe. Ferner gehörte eine Gesangsausbildung zum handwerklichen Rüstzeug, da die Schauspieler Singspiele aufführen mussten.
Der Prinzipal war es auch, der die Auftrittserlaubnis des jeweiligen Landesherrn besaß, ohne die eine Wandertruppe zur damaligen Zeit nicht auf deutschem Gebiet auftreten durfte. Die Fürsten vergaben diese Schauspiel-Privilegien an die von ihnen geschätzten Schauspielgesellschaften. Es war üblich, dass sie an Hoftheatern auftraten und auch zu Hofkomödianten ernannt wurden.
Im Normalfall gastierten die Theatergruppen im Rahmen von Tourneen in den Ortschaften ihres zugeteilten Spielgebietes. In Dörfern wurden die Aufführungen meist als Freilichttheater auf Holzbühnen von Märkten oder Plätzen veranstaltet, während in größeren Ortschaften die Möglichkeit bestand, in Wirtshäusern, Scheunen und ähnlichen Örtlichkeiten oder bei längerem Aufenthalt in extra errichteten Schaubuden (auch „Komödiantenbuden“) aufzutreten. Wenn die Truppe in einem festen Gebäude spielte, war der Prinzipal ein Pächter, der auf eigenes Risiko handelte. Intendanten gab es nur an großen Hoftheatern, und von Städten oder Vereinen eingesetzte Direktoren wurden erst im 19. Jahrhundert üblich.
Da immer nur wenige auserwählte Truppen ein Aufführungsprivileg in einem Territorium erhielten, gab es zwischen den Theatertruppen eine harte Konkurrenz. Dabei kam es auch zum gegenseitigen Abwerben bekannter und beliebter Schauspieler. Truppen, die keine Spielerlaubnis ergattern konnten, mussten auf andere Gebiete ausweichen, weshalb die Reiserouten deutscher Wandertruppen bis weit nach Russland hinein und bis ins Baltikum reichten, wo sich deutschsprachige Bevölkerungsteile befanden.

## Spielbetrieb einer Wanderbühne

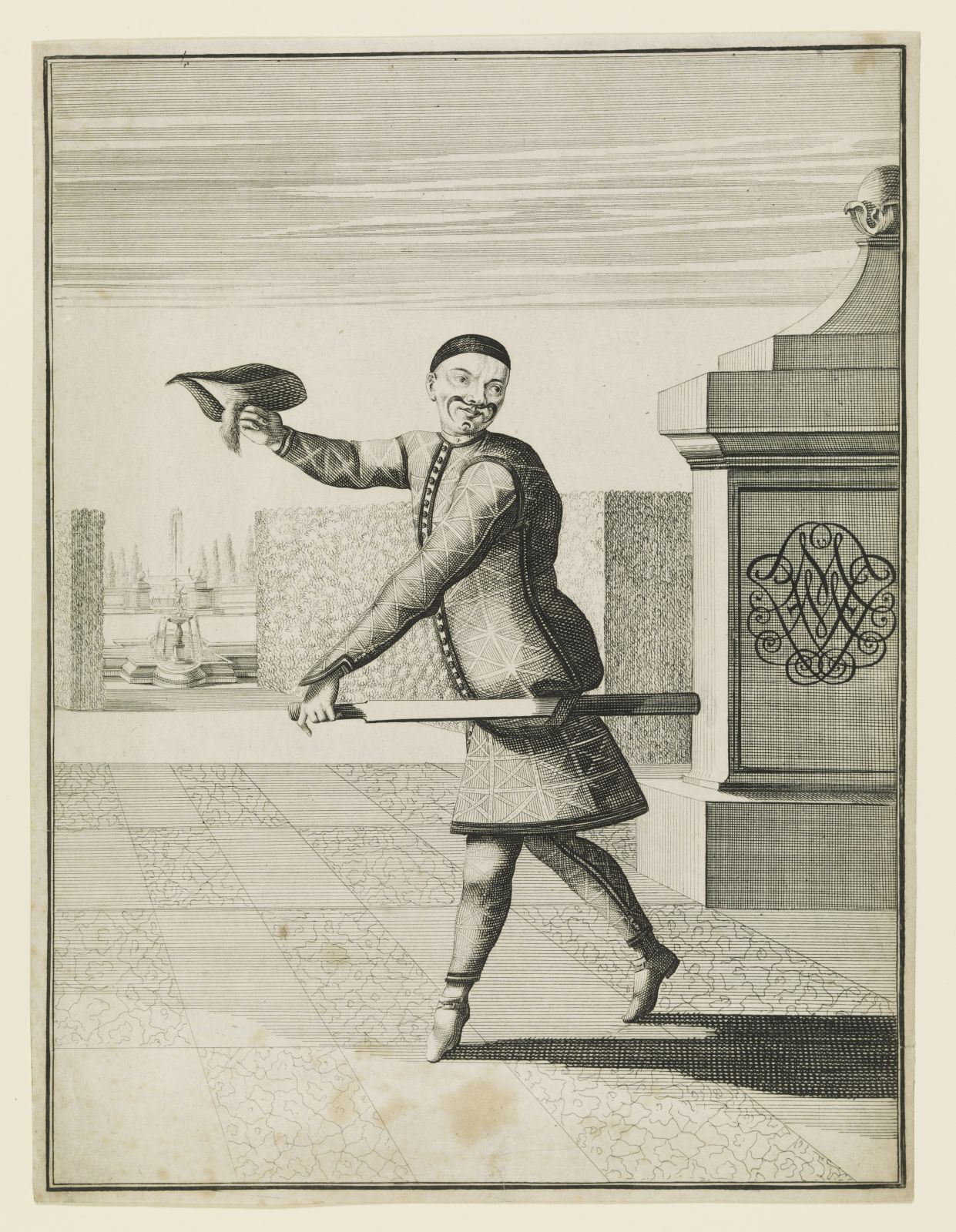
Harlekin

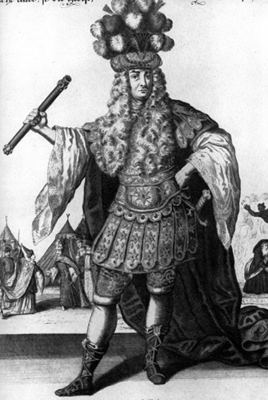
Kostüm im 18. Jahrhundert

Die privaten Wandertruppen orientierten sich bei ihrem Spielbetrieb fast ausschließlich am amüsierfreudigen und oft ungebildeten Publikum, von dessen Spenden und Eintrittsgeldern sie abhängig waren. Um das Publikumsinteresse nicht zu verlieren, mussten die Wandertruppen regelmäßig neue Stücke aufführen. Dies bedingte, dass man sich nur grob an die dichterischen Vorlagen hielt oder sie ganz und gar wegließ und improvisierte, da die Zeit nicht reichte, um beständig neue Stücke im Ganzen einzustudieren.
Theater war bei den Wandertruppen zunächst ein reines Unterhaltungstheater. Der Spielplan wurde von den sogenannten „Haupt- und Staatsaktionen“ beherrscht, in deren Zentrum die von derben Späße und Anzüglichkeiten charakterisierten possenhaften Einlagen eines Harlekin oder Hanswurst standen. Die Aufführungen bestanden aus  einer Abfolge von spannungsgeladenen oder situationskomischen Einzelauftritten und wurden zu einem Spektakel, bei dem die optische Wirkung von aufwendigen Kostümen, pompösen Bühnenbildern und aufsehenerregenden Effekten mehr zählte als die schauspielerischen Leistungen. Dies lag zum Teil daran, dass zu dieser Zeit ein völlig anderes Kunstverständnis herrschte und die Schauspielerei eher als ein Handwerksberuf angesehen wurde.
Es war üblich, dass Schauspieler das Puppenspiel beherrschten, weil es beengte Raumverhältnissen oft nicht zuließen, auf großer Bühne zu spielen. Puppenspiele gehörten daher zum „Schlechtwetterprogramm“.
In Anlehnung an die englischen und italienischen Vorbilder praktizierten die deutschen Wanderbühnen ein Stegreiftheater, dessen Darstellungsstil geprägt war von Improvisationen, typisierten Rollen und realistischer Überdeutlichkeit. Die Schauspieler spezialisierten sich dabei auf bestimmte Rollenfächer oder sogar stehende Rollen – immer wieder auftauchende Figurentypen, die ihrem Geschlecht, Alter und Aussehen am ehesten entsprachen. Als besonders guter Schauspieler galt oft derjenige, welcher seine Figur durch Überzeichnung am eindeutigsten verkörperte.
Ein Zusammenspiel der einzelnen Akteure im modernen Sinn existierte nicht, da die Schauspieler das Einstudieren ihrer Rollentexte und die oft pompöse Kostümierung (sie erhielten vom Prinzipal ein so genanntes Kostümgeld) zumeist selbst übernahmen und um die Gunst des Publikums konkurrierten. So beschränkten sich die Aufgaben des Prinzipals als Regisseur darauf, den Schauspielern ihre Rollen zuzuordnen und darauf zu achten, dass sie im richtigen Verhältnis zueinander auf der Bühne positioniert waren.

## Sonderform Wanderoper
Eine Sonderform war die Wanderoper des 18. Jahrhunderts, eine Organisationsform, in der sowohl deutsche Hoftheater bespielt wurden, als auch jeweils neu aufgeschlagene örtlichen Bühnen. Zu den Sängern hatte die Wanderoper zusätzlich Instrumentalisten im Engagement, deren Instrumente, Noten und Notenständer mitgeführt werden mussten, wenn nicht Musiker des Zielorts zum Einsatz kamen. Zum anderen erforderte gerade diese Theaterform eine intensive Vorbereitung und einen musikalischen Leiter. Improvisation wie beim Stegreiftheater gab es in der Regel dabei nicht. In den Aktpausen traten jedoch auch Unterhaltungskünstler, wie zum Beispiel Seiltänzer, auf. Indem sich ab Mitte des Jahrhunderts an den deutschen Höfen der Schwerpunkt italienische Oper zurückbildete, entstand eine bürgerliche Bewegung mit „Singspielen und leichten Opern“. Nach der Praxis der berühmten italienischen Wanderopern wie der des Girolamo Bon entstanden deutsche Operntruppen, die auf Unternehmerbasis arbeiteten. Dazu gehören die Truppen Johann Friedrich Schönemanns (1704–1782), Emanuel Schikaneders (1751–1812) und die Seylersche Schauspiel-Gesellschaft (gegründet 1769). Diese Theaterensembles hatten sowohl Musik- als auch Sprechtheater im Programm.

## Historische Entwicklung

### Mittelalter und Renaissance
Die Theaterlandschaft des deutschsprachigen Gebietes war im Mittelalter und im Zeitalter der Renaissance geprägt von religiös motivierten, ursprünglich von Geistlichen aufgeführten beziehungsweise geleiteten, später auch der stadtbürgerlichen Repräsentation dienenden geistlichen Spielen. Der Zweck von Mysterien- und Passionsspielen, Fastnachtsspielen oder des Jesuiten- beziehungsweise des evangelischen Schultheaters lag vor allem in der Bekehrung, der Belehrung und der moralischen und sittlichen Erziehung der Gesellschaft. An diesen Aufführungen wirkte oftmals eine große Anzahl Bürger als Laiendarsteller mit, welche in hohem Ansehen standen. Die deutschen Laientheater erfreuten sich großer Beliebtheit und blieben noch lange nach dem Ende ihrer Glanzzeit bestehen, auch wenn sie mit dem Auftauchen der ersten ausländischen Wandertruppen an Bedeutung verloren.

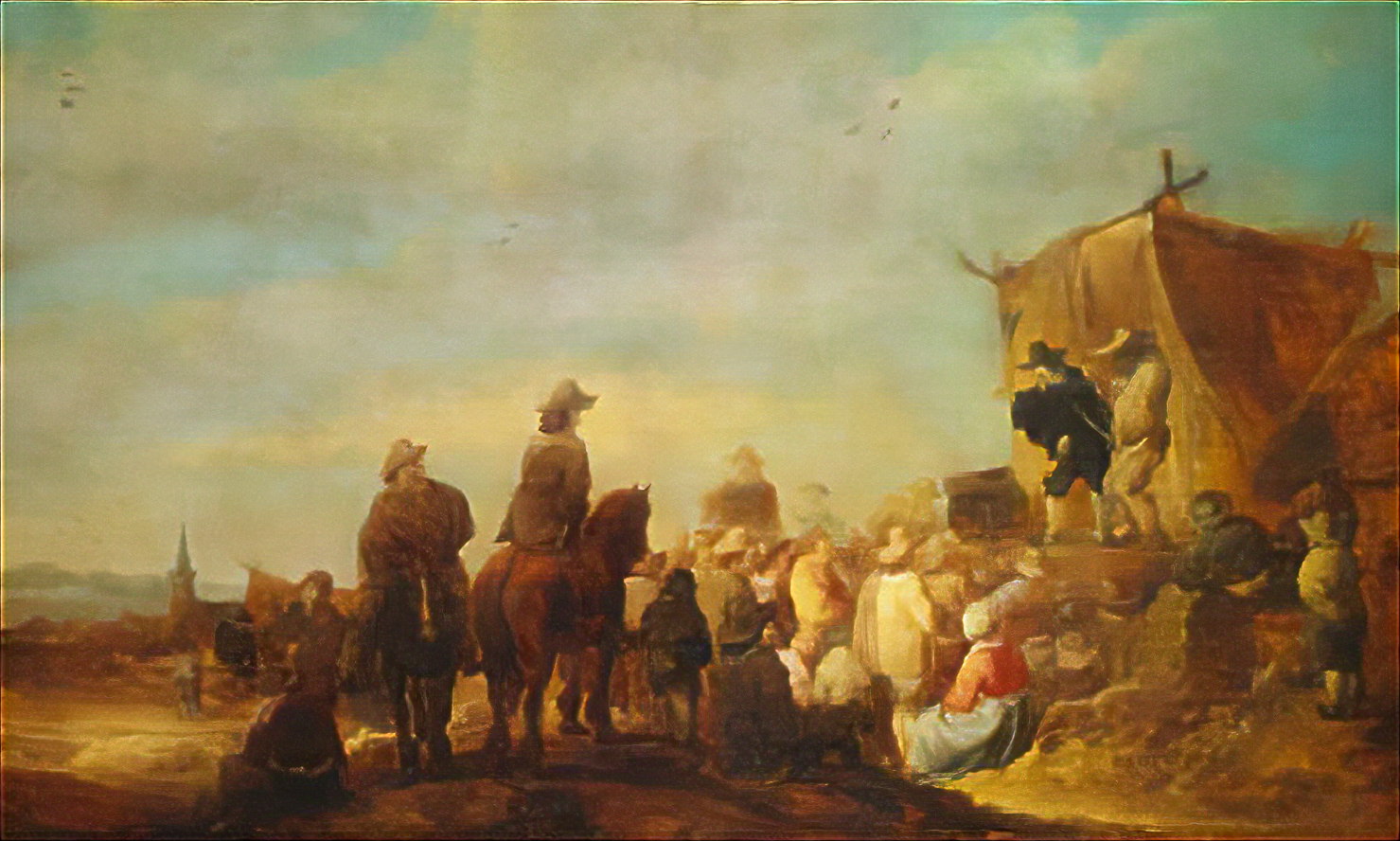
Benjamin Cuyp: Wanderschausteller um 1645, Niederlande

Die ersten italienischen Komödianten zogen Ende des 15. Jahrhunderts über die Alpen, spielten zunächst aber vorrangig in adeligen Kreisen, in welchen man des Italienischen mächtig war. Mit der Entwicklung der italienischen Oper zur beliebtesten Theaterform an den europäischen Höfen nach 1600 sahen sich viele der italienischen Komödiantentruppen im deutschen Raum gezwungen, sich ein neues Publikum zu erschließen, da sie dieser neuen Form des musikalischen Theaters keine Konkurrenz bieten konnten. So wandten sie sich dem deutschen Bürgertum zu, das allerdings kein Italienisch verstand. Die Commedia-dell’arte-Vorstellungen der italienischen Theatergruppen entwickelten sich zu einer Art Pantomime, deren komische Handlung über Masken und übertriebene Gesten und Gebärden vermittelt wurde.
Gegen Ende des 16. und im 17. Jahrhundert wanderten dann die englischen Komödianten des Elisabethanischen Theaters über Dänemark und die Niederlande ins deutschsprachige Gebiet ein. Infolgedessen kam es zwischen diesen und den italienischen Theatertruppen zu einem harten Ringen um das deutsche Publikum, zu dem sich im 18. Jahrhundert zusätzlich noch französische Wandertruppen gesellten.

### Ansätze zur Selbstständigkeit
Im 17. Jahrhundert bildete sich, als Reaktion auf die fremden Theatergruppen, im deutschen Sprachraum ein eigenes deutsches Berufstheater nach dem Vorbild der ausländischen Wanderbühnen heraus. Diese Entwicklung begann mit der Aufnahme von deutschen Schauspielern in das Ensemble der englischen Truppen, was allmählich zu rein deutschsprachigen Wandertruppen führte.
Von den englischen Vorbildern übernahm man weniger die Texte als die Spielform, in welche zusätzlich noch Elemente der Commedia dell’arte eingebaut wurden. So entstand auf der deutschen Wanderbühne eine eigene komödiantische Darstellungsform. Das deutschsprachige Gegenstück zu Pickelhering oder Arlecchino war die von Stranitzky geschaffene komische Figur des Wiener Hanswursts, der als hinzugefügte Dienerfigur in übersetzten und stark vergröberten französischen oder italienischen Tragödien auftrat, die seinen Scherzen als Spielschablone dienten.
Neben den Truppen, die dem breiten Publikum Schwänke und Abenteuergeschichten boten, bildeten sich auch Theatergruppen aus, die an Fürstenhöfen und vor gebildetem Publikum spielten. Ein Beispiel hierfür waren die Hochdeutschen Hofcomödianten und deren Nachfolgegruppen, die wesentliche Neuerungen in die Wanderbühnen-Landschaft brachten: längere und literarisch ausgearbeitete Stücke, Dramen und weibliche Schauspieler für Frauenrollen. Neben Adaptionen von englischen, italienischen und französischen Stoffen (z. B. Shakespeare, Molière) wurden auch deutsche Vorlagen für Theaterstücke verwendet.

### Aufklärung
Zu Beginn des 18. Jahrhunderts kam es im Rahmen der literarischen Aufklärung und ausgehend vom Leipziger Kreis um die Literaturtheoretiker Luise Adelgunde Victorie und ihren Ehemann Johann Christoph Gottsched zu einer Reform des deutschen Theaters nach dem Vorbild der französischen Klassik. Als Folge begannen die deutschen Wanderbühnen, allen voran die Neubersche Truppe der Prinzipalin und Bühnenreformerin Caroline Neuber, sich strenger an die dichterischen Vorlagen der zumeist französischen Dramentexte zu halten und diese mittels des französisch-pathetischen Theaterstils (siehe Regeldrama) darstellerisch umzusetzen.

Dieser forderte von den Schauspielern ein höheres Können und verhalf dem deutschen Theater zu einer künstlerischen Aufwertung. Allerdings führte dies in einer Zeit, die sich bereits von den klassischen Vorgaben löste, in Frankreich ebenso wie in Deutschland, zu Kritik. Die auf Typisierung und Repräsentation hin ausgelegte französische Darstellungsweise mit ihren höfischen Kostümen und Gebärden wurde vom weniger gebildeten deutschen Publikum nicht verstanden und blieb deswegen erfolglos.

Abel Seyler, Hauptunterstützer der Hamburgischen Entreprise und Prinzipal der Seylerschen Schauspiel-Gesellschaft

Erst mit Conrad Ekhof und anderen bekannten Wanderschauspielern der damaligen Zeit entwickelte sich in der Mitte und zum Ende des 18. Jahrhunderts hin allmählich eine eigene, vom gemäßigten Realismus und einem beginnenden Ensemble-Spiel geprägte Schauspielkunst. Zudem entstanden im gleichen Zeitraum die ersten Nationaltheater mit festen Theaterensembles, in welche die meisten der deutschen Wandertruppen mit der Zeit aufgingen. Mit „national“ meinte man eine kulturelle, sprachliche Gemeinsamkeit in dem noch durch Kleinstaaterei zersplitterten deutschen Sprachraum. Die privat finanzierte Hamburgische Entreprise, bei der Gotthold Ephraim Lessing als Dramaturg mitwirkte,  konnte sich nur 1767 bis 1769 halten, doch Ende der 1820er Jahre gab es bereits über 65 regulär bespielte Theater im deutschen Sprachgebiet.

### 19. Jahrhundert
Die Abgrenzung zwischen Schauspiel-, Opern- und Balletttruppen war noch im 19. Jahrhundert fließend. Der Komponist Albert Lortzing begann etwa als Schauspieler und Sänger in der Truppe von Josef Derossi. Auch der Theaterkomponist Adolf Müller senior begann seine Laufbahn als Wanderschauspieler. Richard Wagner wirkte zwar nicht mehr als Schauspieler wie seine Geschwister (obwohl er in seinem ersten Vertrag als Chordirigent in Würzburg zum Mittanzen im Ballett verpflichtet war), aber er war in den 1830er Jahren in Bad Lauchstädt noch bei einer Wandertruppe beschäftigt.
Durch die Vergrößerung der Städte im 19. Jahrhundert wuchs zwar der Unterhaltungsbedarf, aber die Wandertruppen wurden zurückgedrängt. Stehende Theater nach dem Vorbild der Pariser Boulevardtheater wurden gegründet wie das Königsstädtische Theater Berlin. In der Übergangszeit befindet sich etwa der Dichter und Schauspieler Karl von Holtei, der in seinem Roman Der letzte Komödiant (1863) die untergehende Zeit der Wandertruppen schildert. Als man 1884 im deutschen Sprachgebiet über die Komödie Raub der Sabinerinnen der Brüder Schönthan lachte, waren die darin persiflierten Wandertruppen schon verschwunden.

### 20. Jahrhundert
Durch das Aufkommen der theatralischen Kleinkunst in Music Halls oder Singspielhallen und mit der Verbreitung von Boulevardstück und Operette entstand seit dem Ende des 19. Jahrhunderts eine neue Art meist individuell wandernder, aber untereinander vielfach vernetzter Schauspieler. Helmut Qualtinger porträtierte diesen Darstellertypus mit seiner Kabarettszene Der Menschheit Würde ist in eure Hand gegeben (nach Friedrich Schillers Gedicht Die Künstler), in der sich zwei Kleindarsteller über ihre Bühnenrollen während der Zeit des Nationalsozialismus in den deutschsprachigen Theatern Tschechiens und Osteuropas unterhalten.

## Gesellschaftliche Stellung

### Professionalisierung
Die Wandertruppen setzten sich aus Schauspielern zusammen, die im Gegensatz zu dem bisherigen Laiendarstellern das Theater zu ihrem Beruf machten. Dies wurde in der damaligen Gesellschaft beargwöhnt, wie Kindermann 1956 formuliert
Jede schauspielerische Leistung ist eine künstlerische Selbstpreisgabe […].

Selbstpreisgabe aus Spieltrieb oder aus weltanschaulicher, gar aus religiöser

oder aus pädagogischer Berufung schien erlaubt und sogar in vieler Hinsicht

erwünscht. Selbstpreisgabe als Beruf hingegen, Selbstpreisgabe gegen Entgelt

– um der Belustigung oder um tragischer Sensationswirkungen vor täglich

anderen Zuschauern willen – erschien zunächst als so fragwürdig, als so

jenseits allerseelisch-sittlichen Normen, daß man die Angehörigen dieses

frühen Schauspielerstandes vielfach weder zu den wesentlichsten Sakramenten

zuließ noch ihnen ein christliches Begräbnis gönnte.
Zudem stand das Wanderdasein der zum Fahrenden Volk zählenden Wanderkomödianten dem bürgerlichen Ideal der Sesshaftigkeit entgegen, weshalb Schauspieler einen schlechten Ruf genossen. So galten Schauspieler in der Tradition des Landfahrer- und Spielleutewesens generell als Spaßmacher und als gescheiterte Existenzen mit ausschweifendem Lebenswandel. In der Regel mussten sie außerhalb der Friedhofsmauern beerdigt werden.

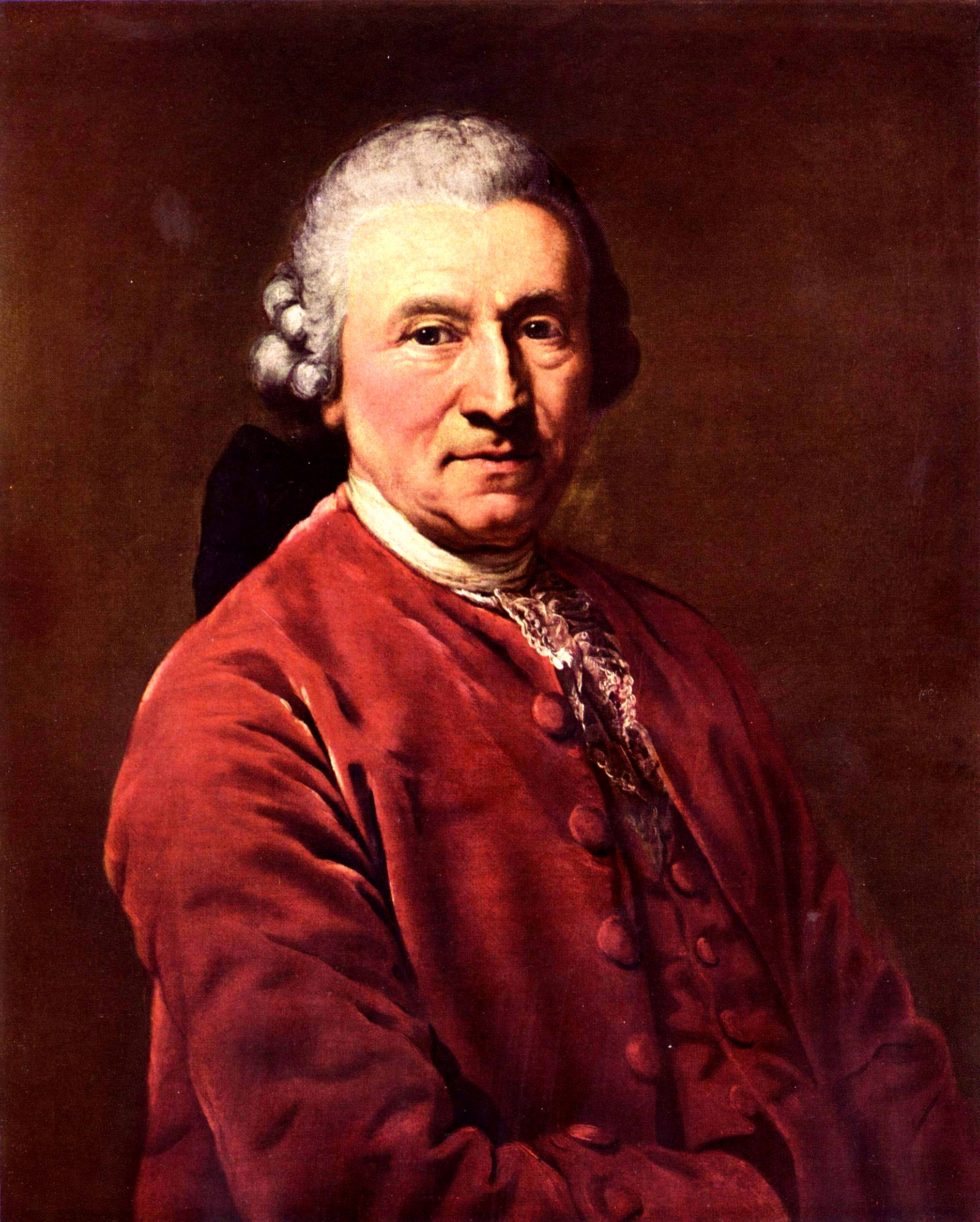
Conrad Ekhof (1720–1778)

Dies änderte sich erst mit der Theaterreform in der ersten Hälfte des 18. Jahrhunderts. Sie hatte die Bestrebung, die Theaterakteure als Künstler zu achten und dadurch die Anforderungen an das Bildungsniveau des Schauspielerstandes zu heben. Die Schauspieler kamen zu einem großen Teil aus Schauspielerfamilien, aber zunehmend auch aus Kreisen mit einer gewissen Bildung, zum Beispiel Studenten, da des Lesens mächtig zu sein zu einer Grundvoraussetzung des Berufs geworden war. Außerdem bemühte man sich, dem schlechten Ruf durch einen anständigeren und moralischeren Lebenswandel entgegenzuwirken. Den Schauspielern gelang es allerdings später als den Musikern, als „Künstler“ hochgeschätzt zu werden.
So waren es auch die Wanderschauspieler, welche sich um die Verbesserung des künstlerischen und gesellschaftlichen Ansehens des Schauspiels und ihres Standes bemühten und damit die Entwicklung des deutschen Theaters und einer „deutschen“ Kultur entscheidend mittrugen, was nach den Befreiungskriegen zu einer Vermehrung der Stadt- und Nationaltheater führte.
Die Schauspieltruppen waren es ebenfalls, die Mitte des 18. Jahrhunderts als erste Auftraggeber den jungen deutschen „Dramaturgen“ (wie Gotthold Ephraim Lessing) und damit dem deutschsprachigen Drama mit zum Durchbruch verhalfen. Schließlich gingen aus den Wandertruppen die ersten Berufsschauspieler hervor, was den Grundstein für die heutige Theaterkultur legte.

### Schauspielerinnen

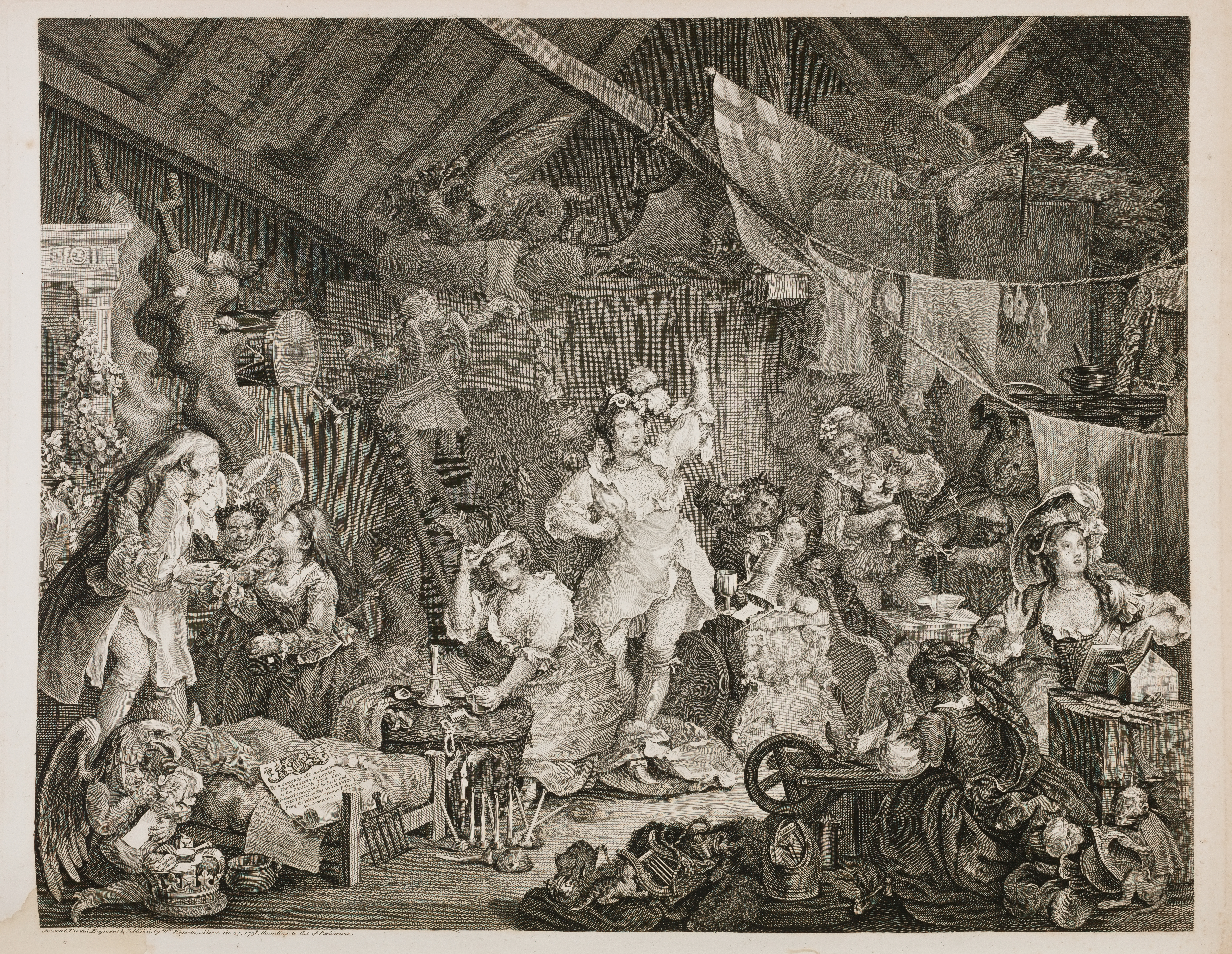
William Hoarth: Strolling Actresses Dressing in a Barn

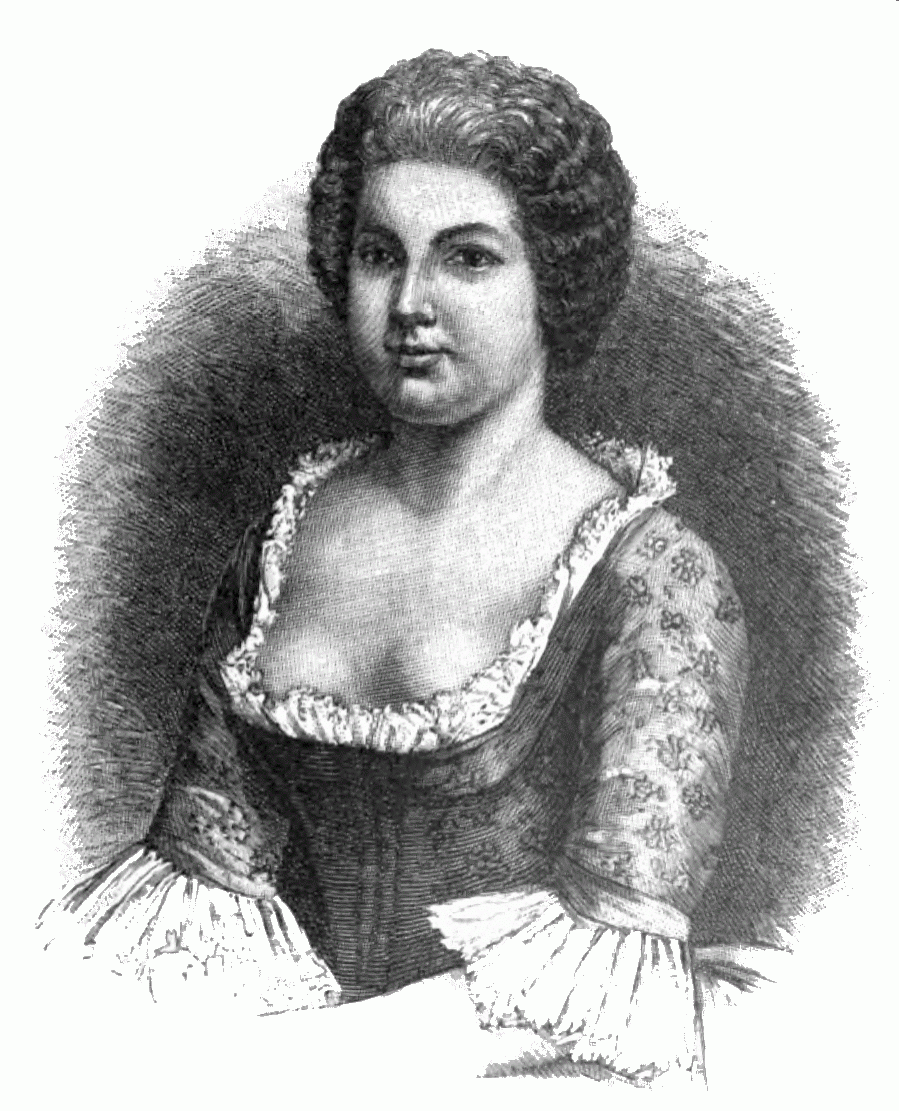
Die Neuberin (Neuer Theater-Almanach, 1898)

Bis ins 18. Jahrhundert wurden Frauenrollen zum Teil noch von Männern gespielt. Unter „Magister Velthen“ gab es die ersten Schauspielerinnen in Deutschland. Um zu zeigen, dass sie sich als Schauspieler eigneten, traten auch die Frauen in Männerrollen auf. Die Kostüme der Damen gehörten zum Teuersten, was eine Wandertruppe benötigte. Daher wurden manche Schauspielerinnen wegen ihrer mitgebrachten Garderobe engagiert.
Einzelnen Schauspielerinnen gelang im 18./19. Jahrhundert ein beachtlicher gesellschaftlicher Aufstieg, sei es, dass sie Bewunderer aus höheren Ständen heirateten, sei es, dass sie in ihrem Beruf zu Prinzipalinnen und Dramatikerinnen wurden. Zur ersten Prinzipalin wurde Catharina Elisabeth Velten nach dem Tod ihres Mannes. Die Prinzipalin Friederike Caroline Neuber steht im Ruf, den Hanswurst von der deutschen Bühne verbannt zu haben (obwohl sie ihn nur zurückdrängte und aus wirtschaftlichen Gründen selbst in ihrer eigenen Truppe nicht auf ihn verzichten konnte). Sie gab damit den Auftakt zu einer Reform des deutschen Theaters, an deren weiterer Entwicklung auch Conrad Ekhof mitwirkte, der 1753 die erste deutsche Schauspielerakademie gründete und am Versuch des Hamburger Nationaltheaters (1767–1769) beteiligt war.
Auch Charlotte Birch-Pfeiffer hatte als Schauspielerin, Regisseurin, Prinzipalin und Dramatikerin einen prägenden Einfluss auf die deutschsprachige Theaterszene in der ersten Hälfte des 19. Jahrhunderts.

## Prinzipale und ihre Schauspielgesellschaften im 17. und 18. Jahrhundert

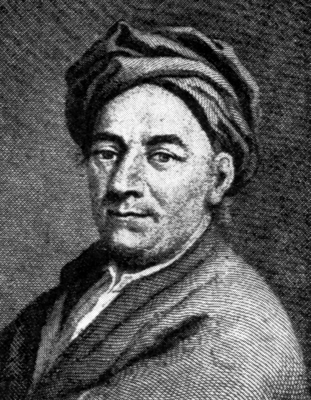
Heinrich Gottfried Koch (1703–1775)

- Konrad Ernst Ackermann (1712–1771), erst in der Truppe von Schönemann, schloss sich um 1747/1751 mit der Kollegin Sophie Charlotte Schröder (Schrödersche Truppe, 1742 bis 1744) zusammen zur Ackermannschen Truppe, nach seinem Tod von seinem Stiefsohn Friedrich Ludwig Schröder weitergeführt (Schrödersche Truppe, 1770 bis 1798)
- Johann Heinrich Böhm (1740–1792), begann in Schaumburgscher Gesellschaft, Böhmsche Truppe 1770 bis 1792
- Pasquale Bondini († 1789), führte die Bondinische Gesellschaft in Leipzig, Dresden und Prag
- Friedrich Wilhelm Bossann (1756–1813), führte ab 1786 die Neuhausische Theatergesellschaft und gab ihr seinen Namen (Mainz/Rheinland; Engagement der Truppe nach Anhalt 1794 begründete das heutige Anhaltische Theater)
- Leonhard Andreas Denner, erst in der Veltenschen Gesellschaft, dann eigene Truppe (1708 bis 1731)
- Josef Derossi: (1768–1841), Leiter der Düsseldorfer Theatergesellschaft
- Karl Theophil Döbbelin (1727–1793), erst in Ackermannscher und Kochscher Truppe, eigene Truppen um 1757 und 1767–1787
- Eberweinische Truppe Gotha
- Conrad Ekhof (1720–1778), begann in Schönemannscher Truppe, zwischen 1775 und 1778 Co-Direktor am Gothaer Hoftheater
- Andreas Elenson (um 1645–um 1706), erst in Veltenscher Truppe, dann Gründer der Wiener Kompanie (bzw. Elensonsche Truppe, 1672 bis 1706)
- Johann Georg Förster, begann in Spiegelbergscher Truppe, danach selbstständige Marionetten- und Komödiantenbande (1725 bis 1737)
- Kaspar Haack, Carl Ludwig Hoffmann, erst bei Elenson (Haack heirate Sophie Julie Elenson), nach Elensons Tod Übernahme als (Elenson-)Haack-Hoffmannsche Truppe (1708 bis 1725)
- Simon Friedrich Koberwein (1733–nach 1803)
- Heinrich Gottfried Koch (1703–1775), begann in erster Schröderscher Truppe, gründete 1749 die Kochsche Truppe (bestand bis 1775)
- Johann Joseph Felix von Kurz (1717–1784)
- Langesche Gesellschaft Naumburg
- Theobald Marchand (1741–1800), Gründer der Marchandschen Theatergesellschaft (Mainz/Mannheim)
- Friederike Caroline Neuber („Neuberin“, 1697–1760), erst in der Spiegelbergschen und Haack-Hoffmannschen Gesellschaft, Leiterin der Neuberschen Komödiantengesellschaft (1725 bis 1750)
- Filippo Nicolini († um 1775), Leiter einer Pantomimengruppe
- Carl Andreas Paulsen (1620–1678), Leiter der Hochdeutschen Hofkomödianten (erste Wanderbühne mit nur deutschen Schauspielern ab ca. 1650 bis 1678)
- Herrmann Reinhard Richter und Balthasar Brambacher: erst in der Veltenschen Gesellschaft, dann selbstständig als Merseburger Hofcomoedianten (1695 bis 1702)
- Emanuel Schikaneder (1751–1812), als Vater der Zauberflöte ist er noch heute berühmt.
- Johann Friedrich Schönemann (1704–1782), begann in Ackermannscher und Försterscher Truppe; Schönemannsche Gesellschaft (1740 bis 1757)
- Andreas Joseph Schopf (1743–1813), Lehrer von Emanuel Schikaneder
- Abel Seyler (1730–1800), begann in Kochscher Truppe, gründete 1769 die Seylersche Schauspiel-Gesellschaft
- Johann Christian Spiegelberg (1682–1732), erst in der Veltenschen und Dennerschen Gesellschaft, dann eigene Truppe (1712 bis 1725)
- Johann Carl Tilly, Gründer der Tillyschen Truppe (Mecklenburg/Vorpommern)
- Johannes Velten (1640–1691/91), übernahm zwischen 1670 und 1680 die Paulsensche Truppe und machte sie zur ersten deutschen Schauspielgesellschaft von Bedeutung; nach seinem Tod weitergeführt durch Catharina Velten (Nachfolgetruppen ehemaliger Kollegen u. a.: Brambacher, Denner, Elenson, Förster, Müller, Sasse, Spiegelberg)
- Johann Christian Wäser, Maria Barbara Wäser, Leiter der Wäserschen Gesellschaft in Schlesien und Preußen